# Idaea paleacata
Idaea paleacata är en fjärilsart som beskrevs av Achille Guenée 1858. Idaea paleacata ingår i släktet Idaea och familjen mätare. Inga underarter finns listade i Catalogue of Life.